# Ma’arrin (Aleppo)
Ma’arrin (arab. معرين) – wieś w Syrii, w muhafazie Aleppo. W 2004 roku liczyła 334 mieszkańców.